# WME Awards 2017
A 1.ª edição do Woman's Music Event Awards (ou apenas WME Awards 2017) foi realizada em 28 de novembro de 2017 no Cine Joia, na cidade de São Paulo, no Brasil. Promovida em parceria com o serviço Vevo Brasil, a premiação homenageou as mulheres da música brasileira. A cerimônia foi apresentada pela cantora Preta Gil. A cantora Rita Lee e a violeira Helena Meirelles foram as homenageadas. A cerimônia foi transmitida ao vivo no Facebook do Vevo Brasil e pelo canal Music Box Brazil.

## Vencedoras e indicadas
As indicadas foram anunciadas em 3 de outubro de 2017.
As vencedoras estão listadas em primeiro e destacadas em negrito.

### Voto popular
As vencedoras das seguintes categorias foram escolhidas por votos dos fãs.
| Melhor Álbum - Eletrocardiograma – Flora Matos - Bixa – As Bahias e a Cozinha Mineira - Em Noite de Climão – Letrux - Vem – Mallu Magalhães - Território Conquistado – Larissa Luz | Melhor Cantora - Karol Conká - Elza Soares - Marília Mendonça - Anitta - Juçara Marçal |
| Melhor DJ - Cinara - Anna - Cashu - Groove Delight - Badsista | Melhor Videoclipe - "Na Pele" – Elza Soares e Pitty - "Lalá" – Karol Conká - "Lesbigay" – Aíla - "Cheguei" – Ludmilla - "Sua Cara" – Major Lazer com part. de Anitta e Pabllo Vittar                 |
| Revelação do Ano - Iza - Luiza Lian - Xenia França - Anavitória - Linn da Quebrada                                                                                                 | Melhor Música - "Lalá" – Karol Conká - "Loka" – Simone & Simaria com part. de Anitta - "Paradinha" – Anitta - "Você Não Presta" – Mallu Magalhães - "Fica" – Anavitória com part. de Matheus & Kauan |

### Voto técnico
As vencedoras das seguintes categorias foram escolhidas pelas embaixadoras do WME Awards.
| Diretora de Videoclipe - Vera Egito - Camila Cornelsen - Gabi Jacob - Kátia Lund - Paula Gaitán                                                                                     | Empreendedora Musical - Eliane Dias - Fabiana Batistela - Anitta - Ana Garcia - Tiê                        |
| Instrumentista - Mahmundi - Larissa Conforto - Anna Tréa - Lan Lanh - Badi Assad | Jornalista Musical - Roberta Martinelli - Claudia Assef - Patricia Palumbo - Gaia Passarelli - Debora Pill |
| Produtora Musical - Letrux - Mahmundi - Érica Alves - Badsista - Anna | Radialista - Patricia Palumbo - Roberta Martinelli - Debora Pill - Fabiane Pereira - Sandra Carraro        |
| Melhor Show - Elza Soares – A Mulher do Fim do Mundo - Marília Mendonça – Raridade - Tássia Reis – Outra Esfera - Karol Conká – Rock in Rio 2017 - Ivete Sangalo – Rock in Rio 2017 | |